# Siphonosoma joubini
Siphonosoma joubini är en stjärnmaskart som först beskrevs av HTrubel 1905.  Siphonosoma joubini ingår i släktet Siphonosoma och familjen Sipunculidae. Inga underarter finns listade i Catalogue of Life.